# 泰阿富阿福
8°38′14″S 179°04′27″E / 8.6372°S 179.0742°E

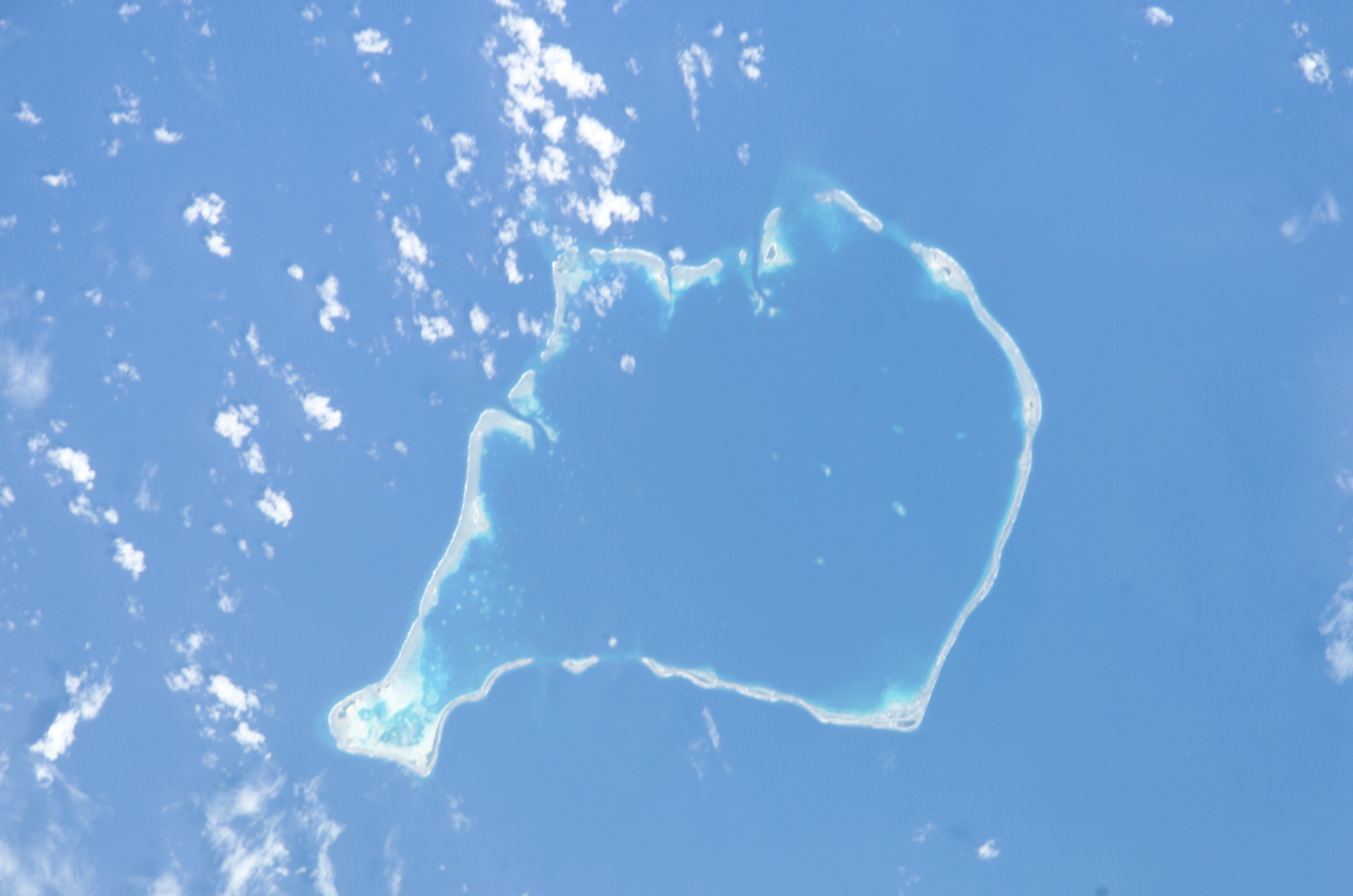
富納富提全圖

泰阿富阿福（英語：Te Afuafou Isle）是一個位於吐瓦魯首都富納富提的一座珊瑚礁島嶼。1896年，查尔斯·赫德利（Charles Hedley）提到了“泰阿富阿福”這個名字的含義。